# 氟硼酸硝酰
氟硼酸硝酰是一种无机化合物，化学式为NO
2BF
4，它是一种无色晶体，和水反应的产物有氢氟酸和硝酸，因此必须在无水环境中使用。氟硼酸硝酰在很多有机溶剂中溶解性较差。

## 制备
氟硼酸硝酰可由氟化氢和三氟化硼与硝酸或五氧化二氮的硝基甲烷溶液反应得到。
硝酰氟和三氟化硼的反应亦可得到氟硼酸硝酰：
FNO2 + BF3 → NO2BF4

## 化学性质
氟硼酸硝酰约240℃分解。
它在有机化学上可以作为硝化的试剂，如：
NO2+BF4- + ArH → ArNO2 + HF + BF3
它可以和乙酸反应：
CH3COOH + NO2BF4 ⇌ CH3COONO2 + HF + BF3

## 应用
氟硼酸硝酰可用于硝化反应，反应在低温（-40～0℃）进行，10～60分钟即可完成。